# Überinvestitionstheorie
Überinvestitionstheorien sind in der ersten Hälfte des 20. Jahrhunderts entwickelte Beiträge zur Konjunkturtheorie in hoch entwickelten Industriestaaten, wo Investitionsgüter stärker von Konjunkturschwankungen betroffen werden als Konsumgüter. Eine Überinvestition kann durch das Akzelerationsprinzip erklärt werden. Danach werden durch Änderungen der Produktion bestimmte Nettoinvestitionen ausgelöst, die auch zur Erhöhung der Produktionskapazitäten beitragen. Während des Aufschwungs wird die Investitionsgüterproduktion weiter ausgedehnt als dem späteren langfristigen Bedarf entspricht, so dass ein Angebotsüberschuss an Investitionsgütern vorhanden ist. Gegensatz ist die Unterinvestition.
Unterschieden werden die monetäre Überinvestitionstheorie von Knut Wicksell und Friedrich August von Hayek sowie die nicht-monetäre Überinvestitionstheorie von Gustav Cassel, Arthur Spiethoff und Joseph Schumpeter.

## Knut Wicksell
Wicksell untersuchte, auf welche Weise eine Volkswirtschaft im Gleichgewicht auf monetäre Impulse reagiert. Er unterscheidet zwischen einem natürlichen Kapitalzins und dem Geldzins. Der natürliche Kapitalzins ist der Zins, bei dem  in einer reinen Tauschwirtschaft Ersparnis und Investition ausgeglichen sind. Er entspricht der Grenzproduktivität des Kapitals. Der Geldzins ist der Zins, für den am Markt Kredite aufgenommen werden können.
Gemäß der monetären Überinvestitionstheorie nach Wicksell kommt es zu einem Anstieg der internen Verzinsung der Unternehmen, also des „natürlichen Zinssatzes“, etwa durch technischen Fortschritt, über den bestehenden Geldzinssatz. Auf dem Kapitalmarkt steigt die Nachfrage nach Krediten, um neue Investitionen zu finanzieren. Zunächst nährt die zusätzliche Liquidität den Aufschwung, in dessen Verlauf auch Investitionsprojekte mit niedrigeren (erwarteten) Renditen finanziert werden. Diese erhöhte Kreditnachfrage wird von den Banken befriedigt, die Giralgeldmenge wird ausgeweitet. Es steigt die Nachfrage nach Sachkapital, während das Angebot konstant bleibt. Dies führt zusammen mit der wachsenden Giralgeldmenge zu einem steigenden Preisniveau, ohne dass sich die realen Größen ändern. Der inflationäre Prozess kommt erst zu einem Ende, wenn die Banken den Geldzins dem natürlichen Zins erneut anpassen.

## Ludwig von Mises
Ludwig von Mises rückte die Wirkung einer expansiven Geldpolitik in den Mittelpunkt. Er untersuchte also den Fall, dass die Banken durch Giralgeldschöpfung den Geldzins unter die Höhe des natürlichen Zinses senken. Den natürlichen Zins nimmt er im Rahmen seiner Analyse als konstant an. Er erkannte, dass ein monetärer Impuls nicht gleichmäßig auf die Struktur der Preise wirkt. Die Preise für Rohstoffe und Halbfabrikate und die Löhne stiegen früher als die Preise konsumnäherer Güter.

## Friedrich August von Hayek
Hayek untersuchte die Wirkung monetärer Impulse nicht nur auf die Wirtschaft als Ganzes, sondern auch, wie die Produktionsstruktur beeinflusst wird. Dazu erweiterte er die Modelle seiner Vorgänger um das Produktionsstrukturmodell einer temporalen Kapitaltheorie. In dieser Theorie braucht der Produktionsprozess Zeit, was bei nichttemporalen Theorien unberücksichtigt bleibt. Hayek geht von einem einfachen, linearen Modell aus, bei dem die Konsumgüter in einem stufenförmigen Prozess entstehen. Aus den Produktionsfaktoren Arbeit und Boden entsteht Kapital, das durch weiteres Hinzufügen von Arbeit und Boden zu konsumnäheren Gütern umgewandelt wird. In der letzten Produktionsstufe entstehen aus den Kapitalgütern schließlich Konsumgüter. In diesem Modell besteht das Kapital ausschließlich aus Umlaufkapital.
Ein Produktionsumweg kann sich lohnen, wenn die Produktion dadurch effektiver wird. Dem steht der Zins entgegen, weswegen eine Produktion lukrativer ist, die weniger Zeit benötigt. Daher führt ein niedriger Zins dazu, dass eine kapitalintensivere Produktion begünstigt wird. Hat der niedrigere Zins reale Ursachen, etwa eine erhöhte Sparquote, führt er zu einer größeren Produktion. Ist er jedoch auf eine erhöhte Vergabe von Krediten zurückzuführen, steigt die Nachfrage nach Kapitalgütern, ohne dass die Konsumnachfrage fällt. Das führt mittelfristig zu Inflation. Wenn die Banken die Kreditvergabe nicht systematisch ausweiten, müssen sie den Zins wieder anheben. Die neugeschaffenen konsumfernen Produktionsstufen werden wieder unrentabel. Investitionsprojekte, die zum bisherigen Geldzinssatz noch rentabel waren, werden abgebrochen. Da es an Zwischenprodukten fehlt, kann die konsumnahe Produktion nur mit einer Verzögerung der Nachfrage angepasst werden. Das führt zu Arbeitslosigkeit und einer allgemeinen Wirtschaftskrise.

## Vorgeschlagene Gegenmaßnahmen
Nach Wicksell müsste die Zentralbank rechtzeitig den Leitzins anheben, um der Überinvestitionskrise vorzubeugen. Auch Hayek empfiehlt eine rechtzeitige Anhebung des Leitzinssatzes durch die Zentralbank, wodurch aber die Finanzkrisen nicht völlig vermieden werden könnten.
In einer späteren Schaffensperiode machte Hayek den politischen Einfluss auf die Zentralbanken für eine zu expansive Geldpolitik verantwortlich. Er vertrat daraufhin die Ansicht, dass der einzige Weg, monetäre Stabilität zu erreichen, die Entstaatlichung des Geldes sei.

## Empirische Untersuchungen
1969 stellte Milton Friedman fest, dass die Theorie nicht mit empirischen Tatsachen übereinstimmt. 1993 analysierte er die Frage mit neueren Daten und kam zum gleichen Ergebnis.
Nach Ansicht vieler Wirtschaftshistoriker haben die Volkswirtschaften nach dem Zweiten Weltkrieg weniger schwere Boom-Bust-Zyklen erlebt, weil Regierungen wirtschaftliche Rezessionen mit Fiskal- oder Geldpolitik bekämpft haben.
Diese Ergebnisse werden von zeitgenössischen Vertretern der Österreichischen Schule bestritten.

## Rezeption
Die monetäre Überinvestitionstheorie war die dominierende Vorstellung in der Zeit um 1929. Der amerikanische Präsident Herbert Hoover, der dieser Theorie in der Weltwirtschaftskrise der 1930er Jahre weitgehend folgte, beschwerte sich später in seinen Memoiren bitterlich über diese Empfehlungen.
Zeitgenössische Ökonomen wie John Maynard Keynes und Milton Friedman kamen zu der Ansicht, dass die von Friedrich August von Hayek vertretene Politikempfehlung der Tatenlosigkeit die Große Depression verschärft hat. Milton Friedman erinnerte sich, dass an der Universität von Chicago so ein „gefährlicher Unsinn“ nie gelehrt wurde und dass er gut verstehen konnte, warum in Harvard – wo so ein Unsinn gelehrt wurde – kluge junge Ökonomen sich von der Makroökonomie ihrer Lehrer abwandten und Keynesianer wurden. Er schrieb:

„I think the Austrian business-cycle theory has done the world a great deal of harm. If you go back to the 1930s, which is a key point, here you had the Austrians sitting in London, Hayek and Lionel Robbins, and saying you just have to let the bottom drop out of the world. You’ve just got to let it cure itself. You can’t do anything about it. You will only make it worse. … I think by encouraging that kind of do-nothing policy both in Britain and in the United States, they did harm.“

„Ich denke, dass die Überinvestitionstheorie der Österreichischen Schule der Welt schweren Schaden zugefügt hat. Wenn man in die 1930er Jahre zurückgeht, die ein entscheidender Zeitpunkt waren, dann sieht man die Vertreter der Österreichischen Schule – Hayek und Lionel Robbins – in London sitzen und sagen, dass man die Dinge zu Bruch gehen lassen muss. Man muss es der Selbstheilung überlassen. Man kann da gar nichts machen. Alles was man tut wird es nur schlimmer machen. […] Ich denke, dass sie durch die Ermutigung zur Tatenlosigkeit sowohl in England als auch in den Vereinigten Staaten geschadet haben.“

Der Vertreter der Österreichischen Schule Lawrence H. White wendet jedoch ein, dass Hayeks Überinvestitionstheorie keine Deflationspolitik fordere. Hayeks Zwiespältigkeit in der (später als verhängnisvoll eingestandenen) Frage der Deflationspolitik habe nicht speziell mit der Überinvestitionstheorie zusammengehangen, sondern mit seiner damaligen Hoffnung, dass die Deflation die Lohnrigidität brechen werde.

## Überinvestition in der Betriebswirtschaftslehre
In der Betriebswirtschaftslehre vertritt Michael C. Jensen mit seiner 1976 entwickelten These des freien Cashflow die Auffassung, dass das Management in etablierten Unternehmen wenig Möglichkeiten habe, die Gewinne rentabel anzulegen. Anstatt eine Gewinnausschüttung an die Aktionäre im Rahmen des Shareholder Value vorzunehmen, werden erkennbar überflüssige Investitionen getätigt (Verwaltungsgebäude, Unternehmenskäufe), die sich nach einigen Jahren als unrentable Fehlinvestition erweisen.